# Jonathan Spector
Jonathan Spector, (ur. 1 marca 1986 w Arlington Heights w stanie Illinois) – amerykański piłkarz występujący na pozycji obrońcy w Orlando City.

## Kariera
Spector ukończył studia w Bredenton Academy w 2003 roku. Na jednym z turniejów piłkarskich, który rozgrywany był w Irlandii Północnej, skauci Manchesteru United wychwycili jego talent i zaproponowali mu kontrakt na Old Trafford. Spector oczywiście nie odmówił i przeprowadził się na Wyspy. Jonathan zadebiutował w barwach drużyny "Czerwonych Diabłów" w sierpniu 2004 roku. Jednak już w grudniu tegoż roku szkoleniowiec Alex Ferguson oznajmił, że Amerykanin zostanie wypożyczony do Blackburn Rovers. Plan Fergusona nie sprawdził się ze względu na dużą liczbę kontuzji odniesionych przez obrońców Manchesteru i Spector musiał pozostać w klubie. Przed początkiem sezonu 2005/06 Spector musiał już opuścić Old Trafford. Został wypożyczony do Charltonu. W całym sezonie 16 razy grał w pierwszym składzie i 8 razy wchodził z ławki rezerwowych.
W reprezentacji Stanów Zjednoczonych Jonathan zadebiutował 17 listopada 2004 roku przeciwko Jamajce. W roku 2005 Spector grał w młodzieżowej reprezentacji USA na trwających wtedy Młodzieżowych Mistrzostwach Świata FIFA, które rozgrywane były w Holandii. W trakcie eliminacji do MŚ 2006 Spector prezentował się bardzo dobrze i wydawało się, że znajdzie się w składzie na mundial. Jednak kontuzja jaką złapał w jednym z meczów Premiership przekreśliła jego szansę na wyjazd do Niemiec. Mimo wszystko wydaje się, że przy utrzymaniu przez Spectora swojej obecnej formy, nie będzie miał problemów z zakwalifikowaniem się do składu USA na MŚ 2010 w Południowej Afryce.
15 czerwca 2006 roku Spector podpisał kontrakt z West Ham United wkraczając w nowy rozdział swojej sportowej kariery. Cena transferu wyniosła 500 tys. euro. Ten transfer całkowicie zakończył przygodę z futbolem młodego Amerykanina w Manchesterze United, w którym rozegrał tylko 8 spotkań.
2 sierpnia 2011 roku podpisał dwuletni kontrakt z Birmingham City.